# 2414-es mellékút (Magyarország)
A 2414-as számú mellékút (Bátor–Szúcs összekötő út) a Heves vármegyei Bátor mellett haladó 2413-as út és a Szúcson áthaladó -es főút között vezető összekötő út. A mintegy 9,9 km hosszú, négyszámjegyű, 2x1 sávos út csak Bátor és Egerbocs belterületén halad keresztül. Kezelője a Magyar Közút Kht. Heves Vármegyei Igazgatósága.